# Lasianthus ellipsoideus
Lasianthus ellipsoideus är en måreväxtart som beskrevs av Hua Zhu. Lasianthus ellipsoideus ingår i släktet Lasianthus och familjen måreväxter. Inga underarter finns listade i Catalogue of Life.